# García Fortuñones
García Fortuñones, senyor de Panzano, fou un militar del Regne d'Aragó del segle xii. Garcia V de Navarra va donar a García Fortuñones el senyoriu de Panzano, havia estat tinent de Daroca el 1147, participant el mateix any a la Croada contra al-Mariyya, acompanyant Ramon Berenguer IV i Guillem VI de Montpeller amb l'estol i l'exèrcit d'uns 100 cavallers croats.